# Elachista deceptricula
Elachista deceptricula — вид лускокрилих комах родини злакових молей-мінерів (Elachistidae).

## Поширення
Вид поширений в Європі. Виявлений в Іспанії, Україні, Греції і Туреччині.